# Germànics
Els germànics eren un conjunt de pobles que habitaven al nord de l'Imperi romà i que van contribuir decisivament a la seva caiguda. En la seva expansió, van formar els regnes de l'edat mitjana a Europa. Alguns pobles germànics foren els francs, els alamans, els vàndals, els visigots, els ostrogots, els saxons, els angles, els burgundis, els frisis, els gots, els longobards, els queruscs, els sueus o els teutons.
Aquestes tribus eren originàries d'Escandinàvia i parlaven llengües germàniques, una branca de la família indoeuropea. Tenen una mitologia pròpia coneguda des de l'antiguitat. Ja des del segle ii aC van tenir disputes i batalles amb els romans amb les guerres címbries, que els anomenaven despectivament bàrbars i que els van donar nom com a col·lectiu (Germania era una de les províncies imperials).

## Nom i divisions

Expansió dels pobles germànics durant el primer mil·lenni aC

El concepte d'identitat ètnica "germànica" és primerament intuït pel geògraf grec Estrabó, que distingí un grup de bàrbars al nord d'Europa, similar als celtes, però sense formar-ne part. Posidoni, segons se sap, és el primer a haver fet servir aquest nom, cap a l'any 80 aC, en el seu 30è llibre. Ho sabem gràcies al quart llibre d'Ateneu, que cap a l'any 190 va citar Posidoni d'aquesta manera: "els germani al migdia serveixen carn rostida amb llet i beuen vi sense diluir".
El terme llatí germani fou usat per primer cop per Juli Cèsar, i es creu que es tracta d'un manlleu de les llengües cèltiques, en les quals aquest mot és un exònim. Els escrits de Cèsar, Tàcit i d'altres autors romans indiquen una divisió dels pobles germànics en grups tribals:
- entre els rius Oder i Vístula, actual Polònia (germànics orientals).
- el baix Rin (istvaeons),
- el riu Elba (irminons),
- Jutlàndia i les illes daneses (ingvaeons).

Germània fou poblada prou densament. El rei sueu Ariovist (que vivia en temps de Juli Cèsar) posava en combat un exèrcit de no menys de cent mil soldats; els usipets i els tèncteris o tèncters reunien junts un exèrcit de més de 400.000. Marbod (Marobodus), cap dels marcomans, dirigia un exèrcit de 74.000 soldats; en la guerra contra els sigambris, els romans van deixar quaranta mil soldats; i en la guerra dels camavis i els angrivaris contra els brúcters, les baixes foren de seixanta mil; però com que aquestes dades s'han de prendre amb cura, la realitat és que no es pot establir la població real del país.
Els germànics es consideraven autòctons del país, tot i que no ho eren, però la seva emigració era prou llunyana per haver perdut tot record fins i tot en les llegendes. La llengua germànica pertanyia a la família indoeuropea. Molts germànics tenien el cabell ros panotxa i el venien per fer perruques per a les dones romanes. Tenien grans bigotis i la majoria tenien ulls blaus.
Tàcit i altres antics autors dividien els germànics en tres grups: ingevons, a la costa; irminons a l'interior; i istevaeons, a l'est i el sud. Tàcit els fa descendir dels tres fills de Mannus, l'ancestre dels germànics. Plini els divideix en cinc grups: els tres abans indicats, més els vindils, i els peucins-bastarnes, però altres classificacions fan els vindils part dels hermions, i els peucinis i bastarnes noms de subgrups. Tàcit, a més, parla dels hil·levions, els germànics d'Escandinàvia, els quals dividia en suinons i sitons.

## Història

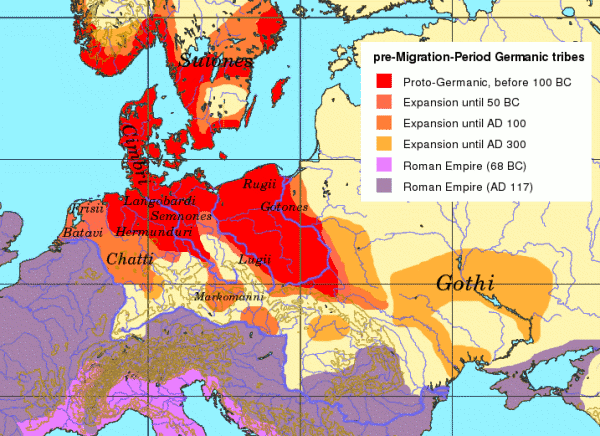
Mapa sobre la distribució de les tribus germàniques en temps protogermànics i les seves fases d'expansió

Els germànics no tenen història antiga escrita. Les primeres notícies sobre pobles germànics són mitjançant l'antiga Roma; són esmentats per primer cop el 220 aC; quan els cimbres i teutons van envair territori romà al final del segle ii aC, els primers foren considerats celtes i els segons germànics. Juli Cèsar esmenta que, el 72 aC, els sèquans i els arverns van cridar el rei germànic Ariovist per ajudar-los contra els hedus. Ariovist va creuar el Rin amb uns 120.000 soldats i va dominar els hedus i després va demanar terres als seus aliats sèquans i es van establir a l'est de la Gàl·lia. Però Cèsar els va derrotar uns anys després i els va expulsar. Cèsar va creuar el Rin vers el 55 aC, però va haver de tornar.
El 37 aC, Marc Vepsià Agripa va permetre als ubis (pressionats pels sueus) establir-se a l'oest del Rin, a canvi de servir com a auxiliars dels romans. El 12 aC, Neró Claudi Drus, fillastre d'August, va començar una expedició contra els germànics de l'insula Batavorum i va arribar fins al riu Albis (Elba), però va morir d'una caiguda de cavall el 9 aC. La direcció de les tropes va passar al seu germanastre Tiberi (el futur emperador), que va obtenir alguns èxits i va sotmetre els pobles entre el Rin i el Visurgis (Weiser).
Però això només va durar fins al 9 dC, quan Armini, príncep dels queruscs, que havia viscut a Roma i estava familiaritzat amb la manera de lluitar dels romans, els va derrotar en la famosa batalla del bosc de Teutoburg. Al mateix temps, Marbod, al front de la confederació dels marcomans, va dirigir la guerra contra els romans, que va durar fins que uns anys després es va acordar la pau. Germànic, fill de Drus, va aconseguir algun avantatge sobre els germànics, però ja no va poder reconquerir l'altra part del riu.
Però poc de temps després van esclatar guerres entre els germànics, en les quals van morir els caps més importants i algunes tribus van demanar d'establir-se a l'oest; els romans es van establir al sud-est i es formà (16) el territori militar dels Agri Decumates, que va durar fins a l'any 68, entre l'alt Rin i l'alt Danubi. Aquest territori fou separat de la resta de Germània per un mur que anava des de prop de Colonia Agrippina al mont Taunus i l'Odenwald, i des de Lorch a Ratisbona.
La gran revolta dels batavis o bataus (70 i 71), seguida per la d'algunes tribus germàniques de la Gàl·lia, va ser l'inici d'una sèrie de guerres contra pobles germànics que van continuar amb més o menys intensitat fins al temps d'Antoní, en què van esclatar les grans Guerres Marcomanes a la regió del Danubi; moltes tribus germàniques es van unir als marcomans, que van avançar cap a Itàlia i assetjaren Aquileia. El fill d'Antoní, Còmmode, va comprar la pau el 180 i els va cedir les fortaleses aixecades al Danubi.
Després d'això, els combats van passar a la frontera del Rin, on els alamans i els francs van atacar la Gàl·lia, i això fou el preludi d'invasions més importants a partir del segle v.

## Formació dels regnes germànics i origen de les invasions

Invasions bàrbares. Tots els pobles assenyalats, excepte els huns, són germànics

Les migracions més nombroses van tenir lloc al segle v, a causa dels canvis polítics del continent i l'augment demogràfic. Els líders de cada grup van esdevenir sovint els nobles feudals i atorgaven protecció a una determinada regió sobre la qual tenien tot el poder. Molts d'ells es van convertir al cristianisme, que suposà la unió cultural i religiosa d'Europa enfront de la fragmentació política creixent.
L'inici de les invasions es remunta al segle ii, en temps de Marc Aureli, en què ja hi va haver algunes filtracions (guerres germàniques). No obstant això, és a partir de l'última dècada del segle iv quan es produeixen en massa les penetracions germàniques a l'Imperi romà des de l'altre costat del Danubi i del Rin. És aleshores i al llarg dels segles V, VI i part del VII que els pobles vàndals, gots, francs, etc., aconsegueixen fragmentar la unitat territorial de l'Imperi romà i prendre el control de zones de l'Imperi Romà d'Occident. S'assenten, però no hi ha una ruptura, hi ha una "ocupació". No volen posar fi a l'imperi, sinó pertànyer-hi.

## Els regnes germànics
Els pobles germànics es van assentar en diferents zones de l'antic Imperi Romà d'Occident o van fundar regnes en els quals els germànics van pretendre inicialment segregar-se com una elit social separada de la majoria de la població local. Amb el temps, els més estables d'entre ells (visigots i francs) van aconseguir la fusió de les dues comunitats en els aspectes religiós, legislatiu i social.
La diferència cultural i de grau de civilització entre els pobles germànics i l'Imperi romà era notable, i el seu contacte va produir l'assimilació pels germànics de molts dels costums i institucions romanes, mentre que se'n van conservar d'altres propis de les seves antigues tradicions i institucions, formant així la cultura que es va desenvolupar a l'Europa medieval i que és la base de l'actual civilització occidental.

## Mode de vida dels pobles germànics abans de l'ocupació

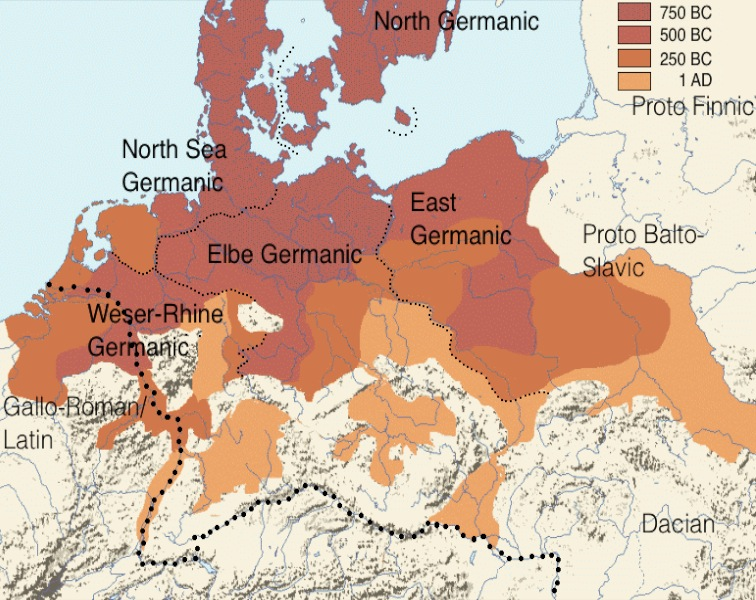
Grups germànics al voltant de l'any 1 (germànic septentrional, germànic del mar del Nord, germànic del riu Elba, germànic del Weser-Rin, germànic oriental

Hi ha dificultat a conèixer la seva forma de vida, només disposem de fonts romanes. Tàcit, una de les fonts, no va conèixer els bàrbars, ho explica per relats dels soldats i comerciants. Més directament, tenim coneixement a través de l'arqueologia.
- L'hàbitat: els pobles germànics vivien en zones amb un clima extrem, amb molta pluja i fred, i amb boscos i pantans, de manera que l'agricultura era sobretot de cereals en zones petites artigades i en valls fèrtils de rius, i la ramaderia es basava en la pastura d'ovelles, porcs i vaques. Pel que fa als poblats, se sap que els pobles germànics, en el seu inici, no formaven grans aglomeracions.

- L'organització social: era una organització guerrera i tribal, en què la cèl·lula principal se centrava en la família (monògama i patriarcal). Pel que fa al treball de la terra, anava a càrrec de les dones, nens i ancians, mentre que l'home es dedicava a la guerra i a la caça.

- El conreu de la terra: es repartia igualitàriament mitjançant un repartiment rotatiu, que passava de família a família. Posteriorment i a causa del contacte romà, es va produir una jerarquització social basada en el poder i la riquesa, que va fer insostenible l'anterior mètode.

- L'organització suprafamiliar o comunitat: aquesta exercia qualsevol activitat administrativa, governamental o judicial.

La base de govern era la democràcia militar, comandada per un cap elegit a votació, i el principal costum social era el banquet, reunió en què es menjava, bevia i es prenien decisions o s'impartia justícia. En aquesta última, es castigava la traïció, la covardia i els atemptats contra de l'honor i la moral; i es practicava l'anomenada faida o venjança de les ofenses a algun representant de la comunitat.
En aquesta comunitat, la majoria de persones eren lliures i amb els mateixos drets i obligacions, però se'n distingien unes poques, els anomenats edelinge, que arribaven a tenir esclaus; i el cap militar, que si tenia èxit formava un seguici de guerrers al seu voltant (gefolge), la funció del qual era robar i obtenir tributs de les comunitats veïnes.

## Llengua i literatura

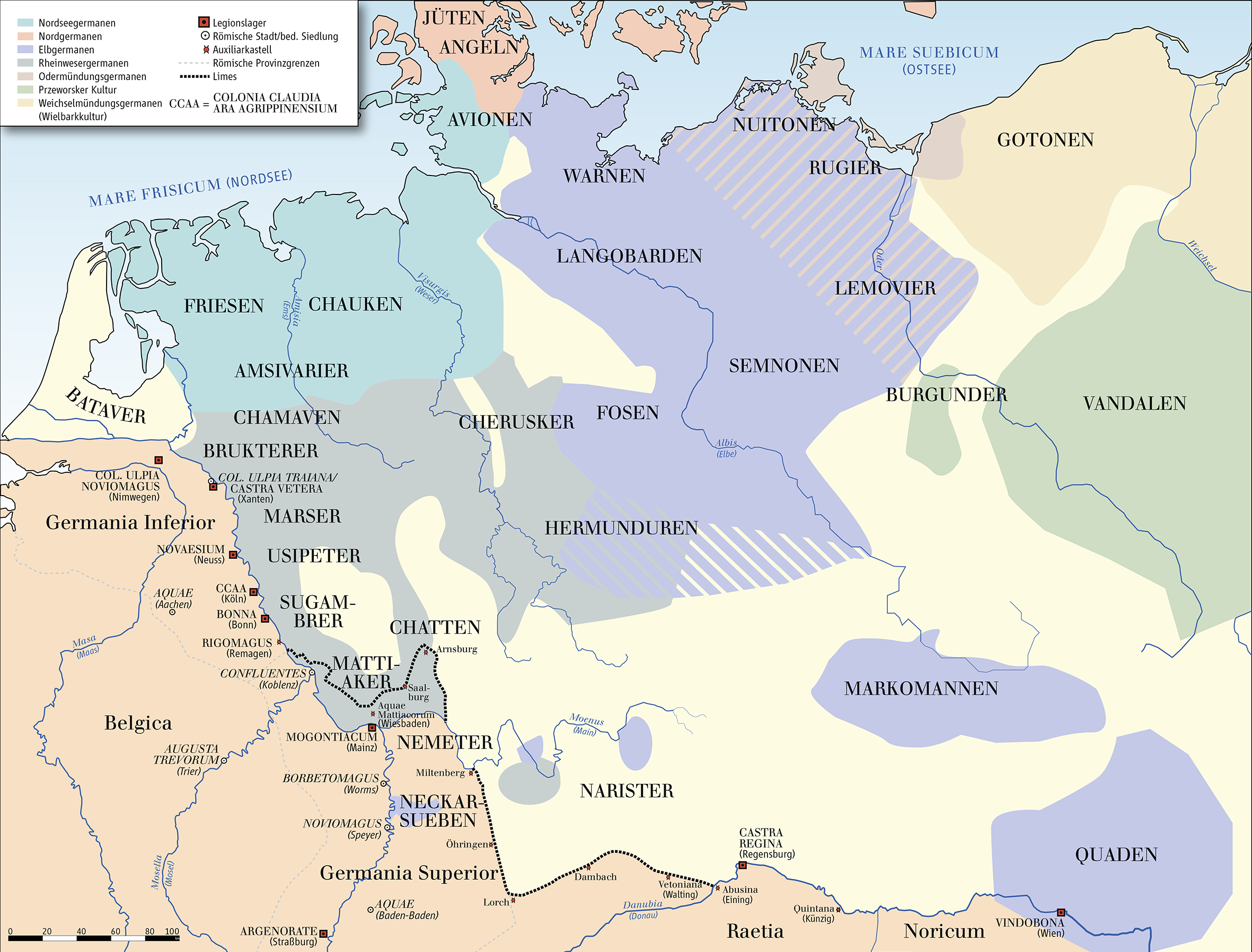
Tribus germàniques i assentaments romans fins al 50-100 dC

Sens dubte, el tret més definitori dels germànics és la llengua, ja que el concepte és abans que res etnolingüístic. No obstant això, encara que les llengües germàniques antigues eren properes entre si, els germànics no parlaven la mateixa variant, sinó varietats diferents derivades del protogermànic.
Tot i que, aparentment, compartien una llengua ancestral comuna, en el moment del seu avanç sobre l'interior europeu ja tenien diversos dialectes: el protonòrdic, els dialectes germànics occidentals i els dialectes alemanys orientals.
No tenien alfabet (el rúnic dels escandinaus s'usava només per a fins religiosos), per la qual cosa no hi ha registres escrits de la seva història fins que van tenir contacte amb els romans.
La traducció parcial de la Bíblia del bisbe Ulfilas (el Codex argenteus -un evangeliari-) és el primer text escrit en una llengua germànica (la llengua gòtica). Per a la seva escriptura, creà els caràcters d'un "alfabet ulfilà", precedent del posterior "alfabet gòtic".

## Religió

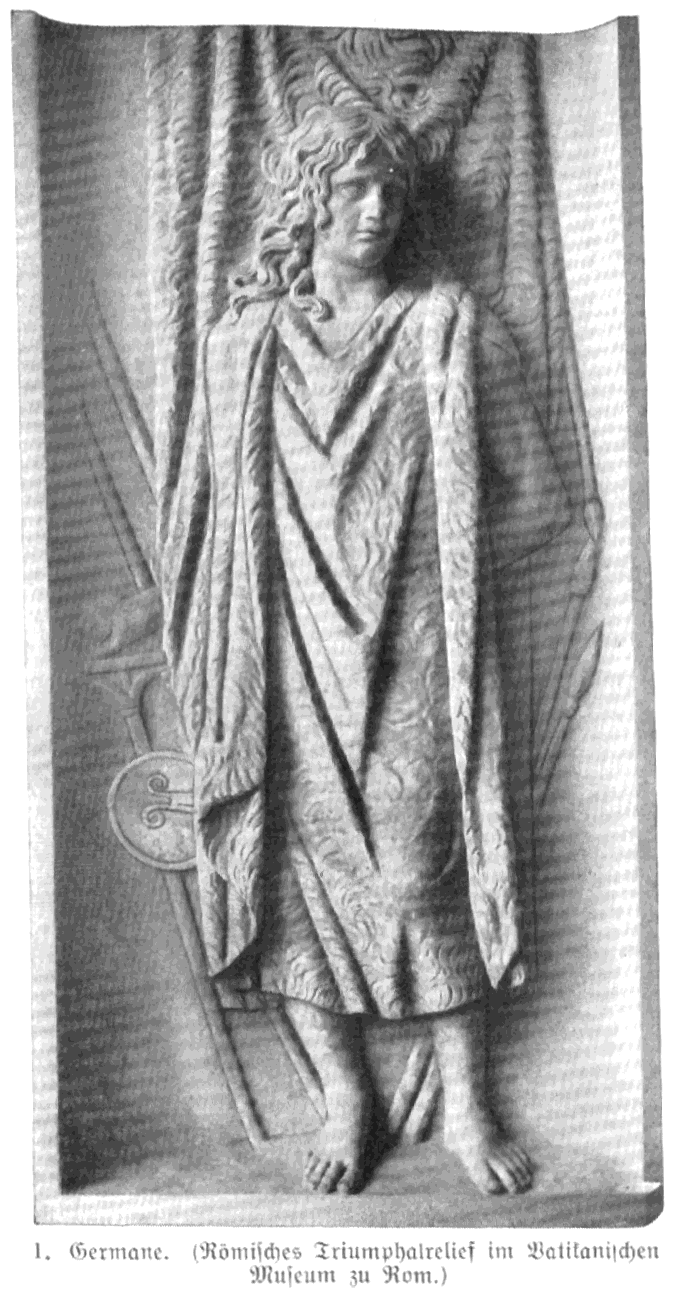
Germànic representat en un relleu triomfal romà

La mitologia nòrdica era, en l'essencial, compartida per la totalitat dels pobles germànics, cosa que en va permetre fins i tot la recreació historicista durant el Romanticisme. L'estructura en tríada i altres trets comuns a les religions d'altres pobles antics van permetre als estudiosos de la història de les religions (especialment, Georges Dumézil) emparentar les religions germàniques primitives amb altres religions indoeuropees.
El ritual funerari més estès era la cremació, substituïda per la inhumació a mesura que es va produir la cristianització.
El contacte amb l'Imperi romà, cristianitzat a partir del segle IV (Edicte de Milà, 313, Edicte de Tessalònica, 380), va produir la cristianització dels gots i altres pobles germànics; principalment a partir de l'arrianisme, diferenciat del catolicisme i considerat com a heretgia en aquest mateix període (entre el Primer Concili de Nicea, 325, i el Primer Concili de Constantinoble, 381). Aquesta diferenciació va tenir l'efecte d'intensificar la separació social entre els germànics i la població de les parts de l'imperi que ocupaven (iberoromans, gal·loromans, etc.), dificultant fins i tot els matrimonis mixtos. La conversió religiosa al catolicisme es va produir inicialment en el Regne franc (Clodoveu I, entre 496 i 506), el dels sueus (Carriaric, 560) i el dels visigots (Recared, 587).
Els regnes anglosaxons de la Gran Bretanya van ser cristianitzats a partir de l'evangelització de monjos irlandesos (sant Columbà, abadia d'Iona, 563) i romans (Agustí de Canterbury, conversió d'Etelbert I de Kent, 597-601), que també van passar a l'Europa continental. La gran popularitat de la llegenda de santa Úrsula de Colònia i les onze mil verges il·lustrava la dificultat de la cristianització dels pobles germànics de l'Europa Central, que es va anar produint gradualment (Bonifaci de Fulda, Abadia de Fulda, 742). Cap al segle xi, ja s'havien cristianitzat fins i tot els regnes escandinaus; tot això en l'espai de la cristiandat llatina, mentre que els varegs, que van formar els estats russos, es van incorporar a la cristiandat oriental.
Déus adorats pels germànics:
- El sol, la lluna i els estels
- l'ancestre Tuisco i el seu fill Mannus
- Wodan o Odin (identificat amb Mercuri)
- Freia, dona de Wodan (identificada amb Isis)
- Týr o Zio (identificat amb Mart)
- Nerthus, mare dels déus
- Els dos Alces (identificats amb Càstor i Pòl·lux)
- Thor, déu del tro (identificat amb Júpiter)

## Organització política i socioeconòmica

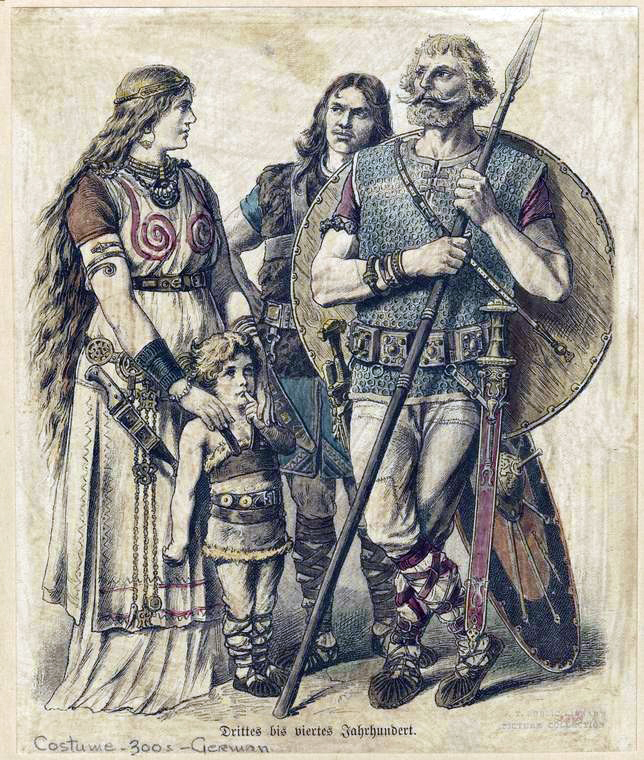
Família germànica representada en una reconstrucció historicista

A més de la llengua, la religió i altres aspectes culturals, existien molts trets socials i polítics comuns, àmpliament estesos entre tots els pobles germànics.
Tot i que, tradicionalment, se'ls associa amb el concepte de "barbàrie", tal com es va definir per les ciències socials en construcció durant els segles xviii i xix (com un estadi intermedi entre els conceptes de "salvatgisme" i "civilització"); també és molt comuna la utilització del no menys genèric concepte de "tribal" per a designar la seva organització política i social.
Els germànics eren pastors i agricultors seminòmades; els assentaments, d'estructura urbanística pròpia de llogarets, eren poc duradors. Amb anterioritat a l'època de les invasions, es trobaven molt lluny de constituir cap tipus d'estructura política que pogués denominar-se estat. Tots es regien per formes de direcció més o menys identificables amb una monarquia electiva. El rei o "cap de la tribu" (king, kuningaz), amb funcions eminentment militars, era elegit conjunturalment (no de manera vitalícia) per una assemblea de guerrers (thing), que era la realment sobirana a l'hora d'administrar justícia, pactar la pau o declarar la guerra. El rei no deixava de ser un primus inter pares, i tots els guerrers es consideraven els seus iguals, i iguals entre si, almenys en teoria. No obstant això, l'estratificació social per la riquesa feia evident la diferenciació de classes amb marcades desigualtats econòmiques i socials, que l'atresorament, el botí de guerra, l'increment del comerç a llarga distància de productes de luxe (esclaus, cavalls, vi, fusta, ambre, teles, ceràmica, metalls, orfebreria, joies i armes) i fins i tot l'ús de la moneda romana, no feia més que incrementar. El comerç romanogermànic ha estat definit com englobant tres sistemes econòmics: l'espai econòmic romà (monetari i de mercat), la zona intermèdia (amb economia monetària limitada i un mercat rudimentari), que s'estendria uns dos-cents quilòmetres més enllà del límits, i la zona sense mercat o amb mercat no monetari, en les regions més allunyades. De Roma, s'importava bronze, vidre, objectes de prestigi i monedes d'or i plata, mentre que entre les exportacions germàniques hi havia sabó, pells, carros i tèxtils.
Cap dels pobles germànics va tenir abans de les invasions un codi legislatiu de dret escrit, sinó costums i pràctiques de dret consuetudinari molt similars entre si i que, a més de quedar reflectides en textos llatins o en la codificació que es va realitzar en els regnes germànics del sud d'Europa, es van mantenir durant segles als pobles nòrdics.
L'organització política era prou simple, però es va anar sofisticant a mesura que es formà una noblesa enriquida, definida per l'exclusivitat d'accés als llocs de comandament (assemblea de guerrers, dirigents militars) i d'entre la qual es nomenaven els reis. La resta de les persones lliures, que retenien el dret a portar armes i formaven part de l'exèrcit, practicaven l'agricultura, la ramaderia, la caça i altres activitats quotidianes. La presència d'esclaus varià segons el context històric. La situació social dels pobles conquerits era molt diferent, i existien situacions de vassallatge o semillibertat.
Les diferents "tribus" (o "pobles") germàniques independents, ocasionalment es confederaven per a la guerra contra enemics comuns (fossin germànics o no), i molt sovint també es produïen escissions entre faccions que guerrejaven entre si.
Algunes tribus, com els francs salis, van establir relacions de clientela amb els romans, servint ocasionalment en els seus exèrcits. Aquestes relacions van assentar la base del futur règim feudal, i els dominis que van establir foren l'origen dels regnes medievals i els actuals estats europeus.

## Estructura social
Els germànics es dividien socialment en:
- Nobles (nobiles, proceres, optimates), que eren les persones influents i els seus descendents, els que posseïen moltes terres i els més destacats pel seu valor. Aquests nobles tenien clients. Els prínceps i reis eren sempre elegits entre els nobles.
- Persones lliures (ingenui), que tenien dret a posseir la terra de manera hereditària i a canviar de lloc de residència. Assistien a les assemblees populars i servien en l'exèrcit.
- Lliberts (liberti o libertini), formaven una classe a mig camí entre els lliures i els esclaus; no podien posseir terra, però havien de servir en l'exèrcit; no podien participar en les assemblees; podien portar les terres d'altres com a colons.
- Esclaus (servi), no tenien drets i per a qualsevol cosa necessitaven el consentiment del seu amo, que hi tenia dret de vida i mort; no obstant això, en general, els esclaus eren ben tractats i la seva situació era millor que la dels esclaus romans; els esclaus no podien portar armes ni servir en l'exèrcit i treballaven a les cases i als camps. Els esclaus ho eren de naixement, o presoners de guerra, o havien esdevingut esclaus per resolució dels jutges.

Les tribus o pobles vivien lliures i independents unes de les altres; el seu respectiu territori era dividit en pagi o districtes militars; cada poble tenia el seu rei elegit entre els nobles en una assemblea en què assistia tot el poble (les persones lliures); el rei era un magistrat en temps de pau, però en temps de guerra es nomenava un cap de guerra al qual es confiava el poder suprem civil i militar; l'assemblea podia, en tot moment, deposar el rei o el cap de guerra; els districtes tenien al front un príncep que administrava justícia i estava assistit per un col·legi de cent persones; algunes tribus no tenien un govern central amb un rei, i eren només els caps de districte els que tenien el domini de cada part del territori.